# Challenger de Tampere 2017
El torneo Tampere Open 2017 fue un torneo profesional de tenis. Perteneció al ATP Challenger Series 2017. Se disputó en su 36.ª edición sobre superficie tierra batida, en Tampere, Finlandia entre el 24 al el 30 de julio de 2017.

## Jugadores participantes del cuadro de individuales
| Favorito | País                  | Jugador                | Rank1 | Posición en el torneo |
| -------- | --------------------- | ---------------------- | ----- | --------------------- |
| 1        | Bandera de Portugal   | Pedro Sousa            | 150   | FINAL                 |
| 2        | Bandera de Austria    | Sebastian Ofner        | 156   | Cuartos de final      |
| 3        | Bandera de España     | Guillermo García López | 163   | Segunda ronda         |
| 4        | Bandera de España     | Rubén Ramírez Hidalgo  | 187   | Segunda ronda         |
| 5        | Bandera de Bélgica    | Kimmer Coppejans       | 190   | Primera ronda         |
| 6        | Bandera de Kazajistán | Dmitry Popko           | 200   | Cuartos de final      |
| 7        | Bandera de Bélgica    | Joris De Loore         | 204   | Baja                  |
| 8        | Bandera de Francia    | Calvin Hemery          | 215   | CAMPEÓN               |
| 9        | Bandera de Francia    | Tristan Lamasine       | 225   | Primera ronda         |

- 1 Se ha tomado en cuenta el ranking del 17 de julio de 2017.

### Otros participantes
Los siguientes jugadores recibieron una invitación (wild card), por lo tanto ingresan directamente al cuadro principal (WC):
- Patrick Kaukovalta
- Lauri Kiiski
- Vladimir Ivanov
- Fred Simonsson

Los siguientes jugadores ingresan al cuadro principal tras disputar el cuadro clasificatorio (Q):
- Juan Ignacio Londero
- Axel Michon
- Ben Patael
- Alexander Vasilenko

## Campeones

### Individual masculino
- Calvin Hemery derrotó en la final a  Pedro Sousa, 6–3, 6–4

### Dobles masculino
- Sander Gillé /  Joran Vliegen derrotaron en la final a  Lucas Gómez /  Juan Ignacio Londero, 6–2, 6–7(5), [10–3]